# Niederwangen (Sarntal)
Niederwangen (früher auch: Hinterwangen und Innerwangen) ist ein Ortsteil der Gemeinde Sarntal in Südtirol nördlich von Bozen.
Die im Sarntal auf dem westlichen Abhang des Rittens nördlich unterhalb von Wangen gelegene Siedlung besteht aus verstreuten Einzelhöfen. Sie reicht von ca. 1200 m Meereshöhe bis in die Talsohle der Talfer auf ca. 700 m Meereshöhe und wird vom Tanzbach und dem Osterbach begrenzt. Im Talgrund gehört zu Niederwangen auch ein Gewerbegebiet rund um den Kreisverkehr, in den die von Bozen durch das Sarntal führende Staatsstraße (SS 508) und die vom Ritten herabführende Landesstraße (LS 135) münden. Hier sind holzverarbeitende Betriebe angesiedelt.
Niederwangen ist ersturkundlich 1284 als Hinterwang bezeugt. 1466 wird die Streusiedlung urkundlich als ze Jnnerwanckh in Sárntein bezeichnet. Zu ihr gehören heute die Höfe Gänsbach (Gensbacher), Stürmer, Hofer, Gampenried, Siebenfahrer, Haselbrunn, Schlegg (Schlögger) und Tegger. Es liegt althochdeutsch wang ‚Wiesenhang‘ zugrunde.
Als die Grafschaft Tirol nach der Niederschlagung des Tiroler Volksaufstands von 1809 gegen die napoleonisch-bayerische Besatzung in Departements geteilt und der südliche Landesteil dem Königreich Italien einverleibt wurde, verlief nördlich von Niederwangen die Grenze zwischen Italien und Bayern, entlang Tanz- und Osterbach, ehe die Landeseinheit 1814/15 im Wiener Kongress wiederhergestellt wurde. Niederwangen wurde während dieses kurzen Zwischenspiels der Gemeinde Ritten zugeteilt und 1817 wieder in die Gemeinde Sarntal rückgegliedert.